# Tore Holm (velista)
Tore Anton Holm (Gamleby, 25 novembre 1896 – Gamleby, 15 novembre 1977) è stato un velista svedese.

## Palmarès

### Olimpiadi
- 4 medaglie:
  - 2 ori (Anversa 1920 nello Skerry Cruiser 40 m²; Los Angeles 1932 nella classe 6 metri)
  - 2 bronzi (Amsterdam 1928 nella classe 8 metri; Londra 1948 nella classe 6 metri)